# Moris Rosenfeld
Moris (Morris) Rosenfeld, właśc. Mosze Jakub Alter (ur. 28 grudnia 1862 w Bokszach Starych, zm. 22 czerwca 1923 w Nowym Jorku) – żydowski poeta, prozaik i dziennikarz tworzący w języku jidysz.
Jego wiersze zyskały sporą popularność, szczególnie te mówiące o losie robotników żydowskich Nowym Jorku. Jego dzieła zostały przetłumaczone na angielski, francuski i niemiecki. Wiersz „Mein Junge” stał się najbardziej znana pieśnią angielskiego, żydowskiego i niemieckiego proletariatu.

## Życiorys
W 1871 roku wraz z rodzicami wyprowadził się do Warszawy, w 1875 roku zamieszkał w Suwałkach, ożenił się i mieszkał tam z krótkimi przerwami do 1882 roku, kiedy to wyemigrował do Amsterdamu, a później do Londynu. Rok później na krótko powrócił do Polski, w 1884 roku ostatecznie wyjechał. Od 1886 roku mieszkał w Stanach Zjednoczonych, pracował jako zakładach krawieckich, tzw. „sweat-shopach”. 
W 1886 roku miał miejsce jego debiut literacki. W 1888 roku opublikował pierwszy tom poezji Di gloke, zawierający pieśni rewolucyjne i ludowe. Wydał 20 zbiorów poezji. Najpopularniejszym zbiorem był tom Dos lider-buch, wydany w języku polskim pod tytułem Pieśń z Getta. Współpracował z czasopismami, redagował tygodnik „Der Aszmedaj” i kwartalnik „Jewish Annals”. 
Z powodu utraty wzroku musiał porzucić pracę zarobkową, koniec życia spędził w trudnej sytuacji materialnej. 
Losy Rosenfelda stały się podstawą dla sztuki H. Lejwika oraz powieści Toil and Triumph Leona Goldenthala

## Ważniejsze prace
- Gezamelte lider (wiersze zebrane) 1904

polski przekład utworów w zbiorach: 
- Pieśni pracy 1906
- Wiązanka 1903
- Pieśni z ghetta. Pieśni narodu. Pieśni życia 1908